# Episodi de Il nostro amico Charly (nona stagione)
La nona stagione della serie televisiva Il nostro amico Charly è stata trasmessa in anteprima in Germania dalla ZDF tra il 6 marzo 2004 e il 5 giugno 2004.
| nº | Titolo originale         | Titolo italiano              | Prima TV Germania | Prima TV Italia |
| -- | ------------------------ | ---------------------------- | ----------------- | --------------- |
| 1  | Ein Fest für Max         | Una festa per Max            | 6 marzo 2004      |                 |
| 2  | Dichtung und Wahrheit    | Poesia e verità              | 13 marzo 2004     |                 |
| 3  | Eseleien                 | Arco e Napoleone             | 20 marzo 2004     |                 |
| 4  | Charly und Johnny        | Charly e Johnny              | 27 marzo 2004     |                 |
| 5  | Charly und die Zebrafrau | Charly e la femmina di zebra | 3 aprile 2004     |                 |
| 6  | Sommerhitze              | Solleone                     | 10 aprile 2004    |                 |
| 7  | Geheime Wege             | La fabbrica abbandonata      | 17 aprile 2004    |                 |
| 8  | Verbotene Fracht         | Un cucciolo in famiglia      | 24 aprile 2004    |                 |
| 9  | Glückskinder             | Nato con la camicia          | 1º maggio 2004    |                 |
| 10 | Solo für Charly          | Assolo per Charly            | 8 maggio 2004     |                 |
| 11 | Flieg, Vogel, flieg      | Missione cercopiteco         | 15 maggio 2004    |                 |
| 12 | Gewagter Einsatz         | Azione azzardata             | 22 maggio 2004    |                 |
| 13 | Vermisst                 | Una brutta avventura         | 5 giugno 2004     |                 |